# Ernstroda
Ernstroda ist ein Ortsteil der Stadt Friedrichroda im thüringischen Landkreis Gotha.

## Geografie
Das als Straßendorf angelegte Ernstroda liegt am Nordrand des Thüringer Waldes nordöstlich von Friedrichroda. Ortsteile sind Ernstroda und Cumbach. Der Ort liegt im Naturpark Thüringer Wald, unmittelbar am Fuße des südwestlich sich erhebenden Eichbergs (396,9 m ü. NN). Durch die Ortslage fließt der Schilfwasser-Bach. Dieser Bach entspringt unmittelbar nördlich des Rennsteigs an der Nordflanke des Kleinen Jagdbergs (726 m ü. NN) in etwa 712 m Höhe 4 km südwestlich von Friedrichroda, schlängelt sich entlang der L 1026 durch das Kühle Tal und trifft am Durchgang zwischen Gänsekuppe und Gottlob auf die Bebauungsgrenze von Friedrichroda. Nach der Passage der Stadt durchfließt er Ernstroda und mündet etwa 1 km nach Dorfende in die Leina. Der Bach hat seit seiner Quelle einen Höhenunterschied von etwa 380 m und eine Strecke von 11 km hinter sich gebracht. Durch Ernstroda führt die L 1025 (Waltershausen – Georgenthal), auf die in Ortsmitte die K 14 aus Friedrichroda mündet, die wenig weiter nach Norden in Richtung Cumbach den Ort verlässt. Bis Anfang November 1947 hatte Ernstroda einen Haltepunkt Schweizerhof an der Bahnstrecke Fröttstädt–Georgenthal unmittelbar an der Brücke über das Schilfwasser. Der Bahnhof Schönau-Ernstroda hingegen war deutlich weiter entfernt.

## Geschichte
Der Ort wurde erstmals um 1200 als Besitz des Klosters Reinhardsbrunn erwähnt. Alte Schreibweisen des Ortsnamens waren Erphisrot und Ersrode, der Ortsname bedeutet in etwa gerodeter Besitz und gibt Hinweise auf die Entstehung des Ortes als Rodungssiedlung. Zu Beginn des 15. Jahrhunderts erhielt der Ort die Schank- und Braugerechtigkeit, worauf es zum Streit mit den um Konkurrenz fürchtenden Orten Waltershausen und Friedrichroda kam.
Nach der Auflösung des Klosters Reinhardsbrunn im Jahre 1525 gehörte der Ort zum landesherrschaftlichen Amt Reinhardsbrunn, welches ab 1640 zum Herzogtum Sachsen-Gotha, ab 1672 zum Herzogtum Sachsen-Gotha-Altenburg und ab 1826 zum Herzogtum Sachsen-Coburg und Gotha gehörte. Ein wichtiger historischer Erwerbszweig in Ernstroda war das Fuhrwesen, das im 19. Jahrhundert durch Straßen- und Eisenbahnbau seinen Niedergang erlebte. Danach waren die Einwohner mehrheitlich in der Holz- und Spielwarenindustrie sowie in der Schlauchweberei tätig.
Am 1. Juli 1950 wurde Cumbach eingemeindet. 1977 trat Ernstroda dem Gemeindeverband Friedrichroda bei, 2007 wurde es eingemeindet.

## Sehenswürdigkeiten

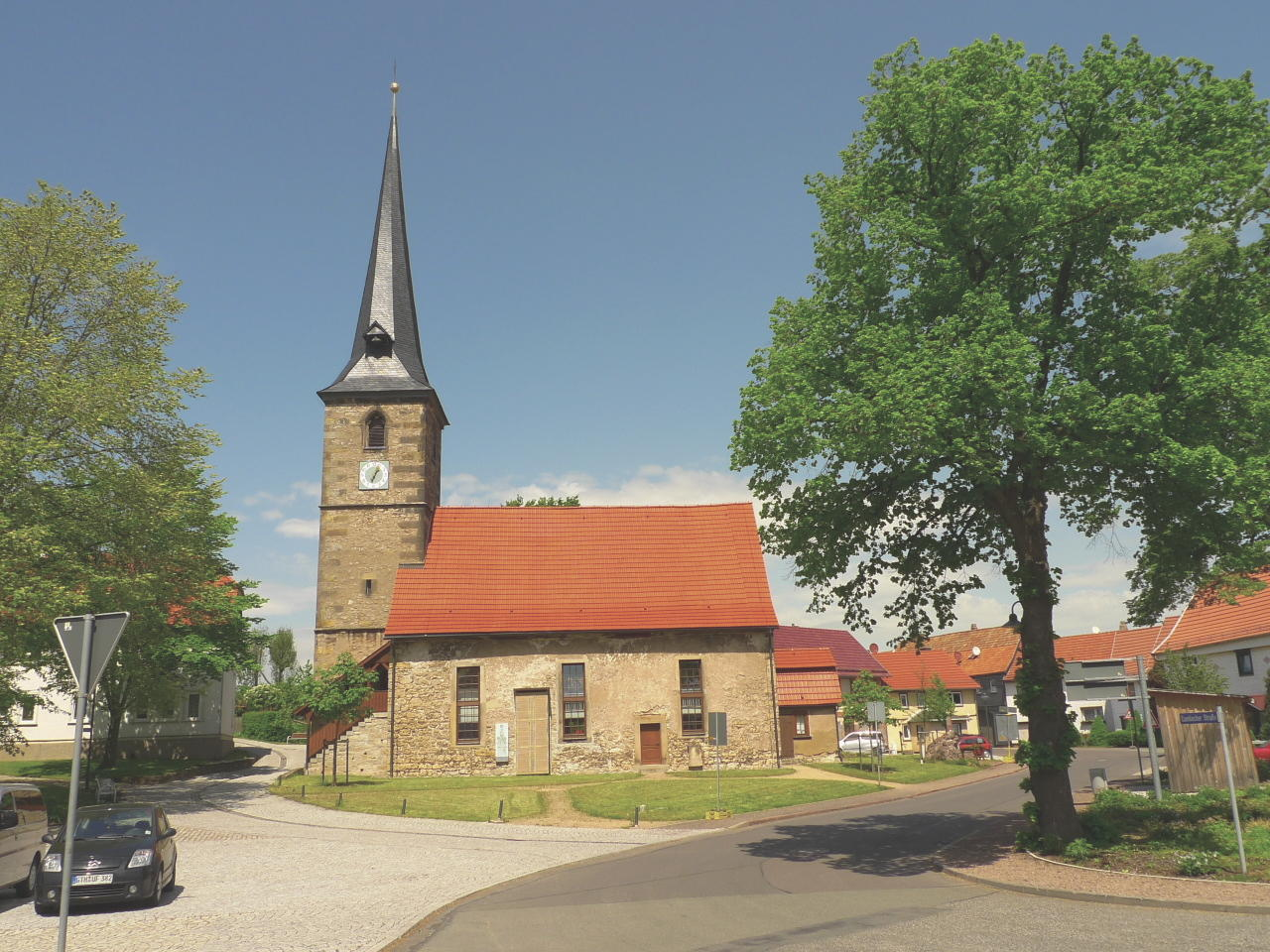
Dorfkirche St. Katharina

Markanteste Sehenswürdigkeit ist die Dorfkirche St. Katharina von 1599. Beim Bau der Kirche wurde der ältere Kirchturm des Vorgängerbaus mit einbezogen. Das Erdgeschoss des Turms ist kreuzgratgewölbt. 1817 wurde eine neue Orgel aus der Orgelbauerei Ratzmann aus Ohrdruf eingebaut. Am 19. Juli 1990 waren Bauarbeiten am Turm beendet, was mit einem Knopffest gefeiert wurde. Ein Jahr später wurde die funkgesteuerte Turmuhr in Betrieb genommen. Die Kirche enthielt eine Orgel des Orgelbauers Rudolf Böhm aus Gotha von 1980.

## Politik
Letzter ehrenamtlicher Bürgermeister vor der Eingemeindung war Frank Schuchardt (CDU/BL). Aktuell ehrenamtlich amtierender Ortsteilbürgermeister ist Bert Fröhlich (CDU).

## Persönlichkeiten
- Johann Wilhelm Vogel (1657–1723), Ostindien-Fahrer, Berginspektor und Schriftsteller
- Max Langenhan (* 1999), deutscher Rennrodler, lebt in Ernstroda